# 葉惠美
『葉恵美』は、台湾の歌手、周杰倫（ジェイ・チョウ）のアルバム。
アルバムは彼の母親にちなんで名付けられた。
このアルバムは、8つの金曲奨にノミネートされ、「三年二班」のベストポップボーカルアルバムとベストミュージックビデオを含む2つのアワード、IFPI香港トップセールスミュージックアワードのベストセラーマンダリンアルバムオブザイヤーも受賞。 
トラック「晴天」、「她的睫毛」、「東風破」は、2003年のヒットFMトップ100シングルオブザイヤーチャートでそれぞれ2番、15番、41番にリストされている。 

## 概要
「父の名において」（以父之名）は宗教風歌、周さんの最高作品一つを評価しれました。戴旖旎はソプラノを担当する。「晴れ」（晴天）は2019年でも、Apple　Musicの中国部門で１位。「東風破」は中国風の典範を見なされます、和楽器バンドがカバーしました。

## 曲目
| 全作曲: 周杰倫。 |                |           |            |       |
| #                | タイトル       | 作詞      | 作曲・編曲 | 時間  |
| 1.               | 「以父之名」   | 黄俊郎    | 周杰倫     | 5:39  |
| 2.               | 「懦夫」       | 周杰倫    | 周杰倫     | 3:36  |
| 3.               | 「晴天」       | 周杰倫    | 周杰倫     | 4:29  |
| 4.               | 「三年二班」   | 方文山    | 周杰倫     | 4:40  |
| 5.               | 「東風破」     | 周杰倫    | 周杰倫     | 5:13  |
| 6.               | 「妳聴得到」   | 曾郁婷    | 周杰倫     | 3:49  |
| 7.               | 「同一種調調」 | 方文山    | 周杰倫     | 3:50  |
| 8.               | 「她的睫毛」   | 方文山    | 周杰倫     | 3:52  |
| 9.               | 「愛情懸崖」   | 徐若瑄    | 周杰倫     | 4:19  |
| 10.              | 「梯田」       | 周杰倫    | 周杰倫     | 3:33  |
| 11.              | 「双刀」       | 方文山    | 周杰倫     | 4:51  |
| 合計時間:        | 合計時間:      | 合計時間: | 合計時間:  | 48:00 |

| #  | タイトル                | 作詞 | 作曲・編曲 |
| -- | ----------------------- | ---- | ---------- |
| 1. | 「以父之名 フルMV」     |      |            |
| 2. | 「以父之名 マイキング」 |      |            |
| 3. | 「双刀 劇場版MV」       |      |            |